# Ena (Gifu)
Ena è una città giapponese della prefettura di Gifu.